# Era televisiva dell'animazione statunitense
L'animazione televisiva statunitense si è sviluppata dal successo dei film d'animazione nella prima metà del XX secolo. Lo stato dell'animazione è cambiato drasticamente nei tre decenni a partire dalla proliferazione televisiva post-seconda guerra mondiale. Mentre gli studios rinunciavano ai cartoni animati di grande budget che hanno prosperato negli anni '30 e '40, i nuovi studi di animazione televisivi prospererebbero in base all'economia e al volume della loro produzione. Alla fine degli anni '70 e '80, la maggior parte degli animatori dell'età d'oro era andata in pensione o moriva, ei loro successori più giovani erano pronti a cambiare l'industria e il modo in cui l'animazione veniva percepita.

## Dal grande schermo al piccolo schermo
I cartoni dell'età dell'oro, come Red Hot Riding Hood, contenevano umori attuali e spesso suggestivi, sebbene fossero visti principalmente come "intrattenimento per bambini" dagli espositori cinematografici. Questo punto di vista prevalse quando il nuovo mezzo televisivo iniziò a mostrare vignette alla fine degli anni '50.
Una delle prime immagini da trasmettere in televisione è stata quella di Felix the Cat. Nel 1938, il fumettista Willie the Worm, filmato da otto minuti del fumettista Chad Grothkopf, citato come il primo film d'animazione creato per la TV, fu presentato alla NBC. 
Quando la TV è diventata un fenomeno e ha iniziato a trascinare il pubblico lontano dalle sale cinematografiche, molti programmi televisivi per bambini includevano presentazioni di fumetti teatrali nei loro programmi e questo ha introdotto una nuova generazione di bambini nelle vignette degli anni '20 e '30. Il produttore di cartoni animati Paul Terry vendette i diritti alla biblioteca dei fumetti di Terrytoons alla televisione e si ritirò dagli affari nei primi anni '50. Ciò ha garantito una lunga vita ai personaggi di Mighty Mouse e Heckle & Jeckle, i cui cartoni animati sono stati sincronizzati e replicati nei blocchi di programmazione televisiva per bambini per i prossimi 30 o 40 anni.
C'erano una serie di primi esperimenti in cartoni animati di animazione limitata. Questi cartoni di solito erano lunghi circa cinque minuti ed erano di natura episodica, permettendo alle stazioni di programmarli in modo flessibile. Uno dei primi cartoni animati prodotti appositamente per la televisione è stato Crusader Rabbit, una creazione di Alexander Anderson e Jay Ward. Un piccolo studio in Florida era responsabile di un altro serial per l'avventura, il Colonel Bleep. Spesso, i programmi esistenti sarebbero un terreno di lancio per i nuovi personaggi dei cartoni animati. Nel 1956, lo show di Howdy Doody trasmise il primo fumetto animato di argilla Gumby del creatore Art Clokey. Sam Singer ha guadagnato un certo grado di infamia per i suoi sforzi nell'animazione televisiva, che comprendeva un adattamento animato di The Adventures of Paddy the Pelican (che poteva o meno averlo portato in onda) e le serie originali Bucky and Pepito, entrambe le quali sono stati citati tra i peggiori nel loro genere. D'altra parte, una lunga serie di cortometraggi animati di nome Tom Terrific è stata prodotta da Terrytoons per lo spettacolo Captain Kangaroo, e questa serie è stata elogiata dallo storico del cinema Leonard Maltin come "una delle più belle vignette mai prodotte per la televisione". 
A partire dal 1954, Walt Disney ha sfruttato il mezzo televisivo con la sua serie televisiva settimanale, Disneyland. Questo show della ABC ha reso popolare il suo nuovo parco a tema Disneyland e ha iniziato una serie di trasmissioni televisive di cartoni Disney della durata di decenni, che successivamente si sono espanse nello spettacolo Walt Disney's Wonderful World of Color. Mentre Disney ha riconosciuto che l'economia del mezzo non poteva sostenere i suoi standard di produzione e ha rifiutato di andare in animazione TV, ha comunque ordinato la creazione di un personaggio esclusivo per la TV, Pico De Paperis. I segmenti del personaggio collegherebbero le raccolte dei cortometraggi teatrali archiviati della compagnia come episodi completi. Walt ha continuato a ospitare lo spettacolo per il resto della sua vita, ed è diventato riconoscibile per il pubblico televisivo come i personaggi dei cartoni animati del suo studio.

### Hanna-Barbera
Il primo grande studio di animazione a produrre cartoni animati esclusivamente per la televisione era la Hanna-Barbera Productions. Quando MGM chiuse il suo studio di fumetti nel 1957, Hanna-Barbera iniziò a produrre cartoni animati direttamente per la televisione, trovando un pubblico durante la serata "ora di famiglia". La prima serie animata di Hanna-Barbera è stata The Ruff and Reddy Show della NBC e la prima uscita di syndication Braccobaldo Show. Tuttavia, lo studio raggiunse il suo apice negli anni '60 con Gli antenati della ABC, la prima sitcom animata della durata di mezz'ora. Come molti dei suoi immediati successori, è stato originariamente mandato in onda in prima serata quando tutta la famiglia avrebbe guardato la televisione. Gli antenati fu il primo di una serie animata in prima serata di Hanna-Barbera, che comprendeva I pronipoti, Top Cat e Jonny Quest. Ma dopo la fine de Gli antenati nel 1966, Hanna-Barbera ha in gran parte rivolto i suoi sforzi al mercato in crescita per i cartoni del sabato mattina, al di fuori delle serie isolate per la syndication negli anni '70 come Aspettando il ritorno di papà.
Hanna-Barbera era famosa per aver usato tropi comuni nella sua serie. La serie originale della fine degli anni '50 fino alla metà degli anni '60 era caratterizzata da animali antropomorfi, di solito un adulto (che a sua volta avrebbe impersonato una celebrità famosa) e un bambino, interagendo con gli umani del loro ambiente. Dopo l'immenso successo di Scooby-Doo! Dove sei tu?, presentato in anteprima alla CBS nel 1969, il prossimo decennio della produzione animata di Hanna-Barbera avrebbe seguito la formula di questo spettacolo: un gruppo di adolescenti che risolvono misteri o combatte il crimine, solitamente con l'aiuto di un animale stravagante o di un fantasma. Le numerose incarnazioni di Scooby-Doo hanno funzionato senza interruzioni su CBS e poi su ABC per 17 stagioni. Durante la fine degli anni '70 e l'inizio degli anni '80, Hanna-Barbera si rivolse agli adattamenti delle sitcom in prima serata. Non è stato fino a quando I Puffi nel 1981 che H-B ha avuto di nuovo qualcosa di successo al di fuori del modello Scooby; a sua volta, ha portato a serie derivative (Gli Snorky e Paw Paws). Tra la fine degli anni '80 e l'inizio degli anni '90, Hanna-Barbera si unì ai numerosi studi che producevano versioni per giovani e piccoli di personaggi dei fumetti per il mercato dei cartoni animati del sabato mattina.

### Animazione limitata
Uno dei problemi con la produzione di animazione per la televisione è stato il processo di animazione estremamente laborioso. Mentre i cortometraggi teatrali erano stati precedentemente prodotti in cicli di sei mesi o più, la televisione di rete aveva bisogno di una stagione di 10-20 episodi di mezz'ora ogni anno. Ciò ha portato a un certo numero di tecniche di scorciatoia per accelerare il processo di produzione, e le tecniche di animazione limitata sono state applicate per produrre un gran numero di cartoni TV a produzione rapida e a basso budget. Hanna-Barbera utilizzava anche un'animazione limitata per motivi artistici: con schermi più piccoli e a bassa risoluzione, i nomi della società sostenevano che uno stile limitato incentrato sul dialogo e le riprese ravvicinate con contorni audaci funzionava meglio dell'animazione completamente dettagliata utilizzata nei cortometraggi di film, che sono stati progettati per schermi di grandi dimensioni.
Lo studio UPA è stato una delle prime vittime del mercato dell'animazione televisiva. Nel 1952, a causa del suo attivismo sociale di sinistra, John Hubley fu espulso dallo studio sotto la pressione della Columbia Pictures (che era sotto la pressione dell'HUAC). L'atmosfera creativa post-Hubley non era la stessa e gli shorts teatrali di UPA finirono nel 1959. Per rimanere a galla finanziariamente, l'UPA si rivolse alla televisione per sostenersi. Le versioni TV di Mr. Magoo e Dick Tracy non hanno avuto successo e non hanno fatto nulla per invertire il declino finanziario dello studio. Nonostante il film d'animazione del 1962 Gay Purr-ee (distribuito da Warner Bros.), con le voci di Judy Garland e Robert Goulet e una colonna sonora di Harold Arlen/Yip Harburg, e l'amato speciale animato Mr. Magoo's Christmas Carol, L'UPA fu chiusa nel 1964.
Lo studio di Jay Ward, produttore di Rocky e Bullwinkle, usava un'animazione limitata nella sua serie, ma compensava con la sua satira della politica della guerra fredda e della cultura popolare e il suo umorismo off-beat. Come il precedente Crusader Rabbit, le avventure di Rocky e Bullwinkle erano in serie multiple. Lo studio di Ward ha prodotto anche George della giungla, Superpollo e Tom Slick. Successivamente ha prodotto una serie di spot televisivi popolari per i cereali Quaker Oats Cap'n Crunch, Quisp and Quake. Un'altra società che ha utilizzato gli stessi studi di animazione di Jay Ward è stata Total Television, la più famosa di The Underdog Show. Le produzioni animate di Total Television e Jay Ward sono state spesso mescolate e trasmesse insieme in syndication, portando a volte a confondere l'uno con l'altro le esibizioni delle due compagnie.
Il film, diretto da Lou Scheimer e Norm Prescott, fu un altro studio di animazione televisivo nato negli anni '60. La filmazione è stata più famosa per l'acquisizione di licenze per la produzione di serie animate basate su altri media; è stata una delle poche aziende a mantenere tutta la sua animazione negli Stati Uniti e non ha usato l'estetica dell'animazione limitata preferita da Hanna-Barbera e UPA; invece, le produzioni di Filmation facevano affidamento su un pesante uso di materiale di repertorio, rotoscoping, cast di voci limitate (lo stesso Scheimer forniva molte voci) e un bilanciamento di serie animate in licenza con quelle a basso costo e live action (come The Ghost Busters e Uncle Croc's Block) per rimanere finanziariamente solvibile. Dopo una serie di successi durati fino agli anni '80, la Filmation si dissolse nel 1989.
Uno degli utenti più infami dell'animazione limitata era Cambria Studios, che ha inventato e brevettato un processo noto come Syncro-Vox, implementandolo a partire dal 1960. Mentre il processo ha prodotto un prodotto estremamente economico, rapido e poco costoso (quindi ideale per televisione), ha avuto un difetto fatale che gli ha impedito di essere preso sul serio: il processo prevedeva l'inserimento delle labbra commoventi del doppiatore su un fotogramma immobile della bocca di un personaggio. Il risultato fu che le vignette di Cambria (Clutch Cargo, Space Angel e Capitan Fathom) non contenevano quasi alcuna animazione, e erano effettivamente delle immagini (anche se ben disegnate che erano più dettagliate di quelle degli altri produttori) con le parole. Cambria passò a un processo di animazione limitato più mainstream con The New Three Stooges nel 1965, ma poco dopo cessò l'attività.
Filmation, diretto da Lou Scheimer e Norm Prescott, fu un altro studio di animazione televisivo nato negli anni '60. La filmazione è stata più famosa per l'acquisizione di licenze per la produzione di serie animate basate su altri media; è stata una delle poche aziende a mantenere tutta la sua animazione negli Stati Uniti e non ha usato l'estetica dell'animazione limitata preferita da Hanna-Barbera e UPA; invece, le produzioni di Filmation facevano affidamento su un pesante uso di materiale di filmato d'archivio, rotoscope, cast di voci limitate (lo stesso Scheimer forniva molte voci) e un bilanciamento di serie animate in licenza con quelle a basso costo e live action (come The Ghost Busters e Uncle Croc's Block) per rimanere finanziariamente solvibile. Dopo una serie di successi durati fino agli anni '80, la Filmation si dissolse nel 1989.
Uno degli utenti più infami dell'animazione limitata era Cambria Studios, che ha inventato e brevettato un processo noto come Syncro-Vox, implementandolo a partire dal 1960. Mentre il processo ha prodotto un prodotto estremamente economico, rapido e poco costoso (quindi ideale per televisione), ha avuto un difetto fatale che gli ha impedito di essere preso sul serio: il processo prevedeva l'inserimento delle labbra commoventi del doppiatore su un fotogramma immobile della bocca di un personaggio. Il risultato fu che le vignette di Cambria (Clutch Cargo, Space Angel e Capitan Fathom) non contenevano quasi alcuna animazione, e erano effettivamente delle immagini (anche se ben disegnate che erano più dettagliate di quelle degli altri produttori) con le parole. Cambria passò a un processo di animazione limitato più mainstream con The New Three Stooges nel 1965, ma poco dopo cessò l'attività.

## Gli anni '60 e '70
Verso la fine degli anni '50 e '60, la percezione dei cartoni animati come intrattenimento per bambini era radicata nella coscienza pubblica. L'animazione ha cominciato a sparire dai cinema; mentre la Disney ha continuato a produrre lungometraggi animati dopo aver perso il fondatore, la MGM e la Warner Bros. hanno chiuso i loro studi, hanno esternalizzato la loro animazione e ne sono usciti completamente entro la fine del decennio. La maggior parte dell'animazione americana è stata dominata da un'animazione limitata realizzata per la TV e rivolta principalmente ai bambini. Tuttavia, ci furono una serie di tentativi di sfidare questa percezione durante la fine degli anni '60 e '70 con progetti animati ambiziosi (e spesso controversi) che non erano assolutamente destinati ai bambini.

### Disney
Negli anni '60, gli attuali film d'animazione di Walt Disney (La carica dei cento e uno, La spada nella roccia, Mary Poppins e Il libro della giungla) hanno generato entrate considerevoli per lo studio, così come le regolari ristampe di precedenti film d'animazione. Poppins, in particolare, ha vinto cinque premi oscar (e ricevuto la prima nomination per il miglior film dello studio) e ha superato le classifiche di botteghino del 1964 mentre ha lanciato la carriera cinematografica della sua stella, Julie Andrews, che ha vinto un Oscar. Walt Disney's Wonderful World of Color, ora su NBC, è diventato un istituto televisivo della domenica notte che ha tenuto Topolino, Paperino, Pippo e Pluto nella coscienza pubblica molto tempo dopo che la loro serie di cartoni animati era finita. La serie antologica corse fino al 1983. Nel 1961, Walt contribuì a fondare la California Institute of the Arts. La fondazione dell'istituto fu sia un gesto filantropico che un investimento saggio da parte della Disney, poiché la scuola fornì un sacco di talento creativo per l'azienda negli anni a venire. Nel 1966, lo studio ha portato i personaggi di Milne Winnie the Pooh di A. A. Milne sullo schermo per la prima volta in due delle quattro esibizioni animate (il secondo dei quali, Troppo vento per Winny-Puh, ha vinto un Oscar, l'ultimo Walt Disney ricevuto).
L'impero della Disney fu scosso fino al midollo quando Walt morì di cancro ai polmoni il 15 dicembre 1966. Mentre lo studio cercò di rimanere fedele alla sua visione (uno slogan comune del tempo era "Cosa farebbe Walt?"), Il livello di popolarità e acclamazione che lo studio ricevuto negli anni precedenti eludeva negli anni '70. I parchi tematici Disneyland e Walt Disney World (quest'ultimo aperto nel 1971) hanno finito per contribuire più alla linea di fondo che alla divisione cinematografica. Inoltre, molti veterani animatori sono andati in pensione o sono morti, quindi lo studio ha dovuto trovare il modo di sostituirli. Nel 1973, Eric Larson avviò un programma di formazione per nuovi animatori.
Il film di animazione post-Walt dello studio consisteva delle caratteristiche Gli Aristogatti, Robin Hood, Le avventure di Bianca e Bernie e Red e Toby nemiciamici, i cortometraggi Che strazio nascere uccelli, Tigro e Winny-Puh a tu per tu, L'asinello, Il compleanno di Ih-Oh, e Canto di Natale di Topolino, e gli ibridi live action/animati Pomi d'ottone e manici di scopa ed Elliott il drago invisibile. Alcuni dei film hanno avuto reazioni contrastanti dalla critica; Robin Hood, in particolare, è stato ampiamente criticato per il riutilizzo dell'animazione di film precedenti (specialmente nel numero di produzione "The Phony King of England"), ma ciò è avvenuto perché il film era in ritardo rispetto al programma. Tuttavia, tutti questi film hanno avuto successo e molti di loro hanno ricevuto nomination all'Oscar (con due vittorie, una per il corto Bird e un'altra per gli effetti speciali in Bedknobs). Inoltre, in linea con le intenzioni originali di Walt, le prime tre featurette di Pooh sono state compilate nel lungometraggio del 1977 Le avventure di Winnie the Pooh.
Lo sviluppo più devastante dalla morte di Walt è avvenuto nel settembre 1979, quando l'animatore dello studio Don Bluth ha guidato un walkout di se stesso e di 11 suoi sostenitori (una grossa fetta del dipartimento di animazione dello studio all'epoca), tra cui Gary Goldman e John Pomeroy. Stufo dello status quo in Disney, lui e i suoi accoliti hanno lasciato il proprio studio per creare il cortometraggio Banjo il gattino ribelle e il film Brisby e il segreto di NIMH. La Disney entrò negli anni '80 di fronte a un futuro incerto, nonostante il rispettabile 39,900,000 dollari lordi e alcune buone recensioni per Red e Toby nemiciamici.

### La fine di Termite Terrace
La Warner Bros. chiuse completamente il suo studio di animazione nel 1963, ei direttori di Termite Terrace andarono separatamente. Friz Freleng ha co-fondato la DePatie-Freleng Enterprises, che ha prodotto Looney Tunes e Merrie Melodies dal 1964 al 1967. Warner Bros.-Seven Arts ha riaperto lo studio dal 1967 al 1969, ma i cartoni animati a basso budget prodotti non erano popolari tra la critica e il pubblico allora o ora. I nuovi personaggi introdotti durante il periodo delle Sette Arti, come Cool Cat, Bunny e Claude, Quick Brown Fox e Rapid Rabbit e Merlin the Magic Mouse, non sono mai stati catturati, mentre i cartoni della Termite Terrace sono rimasti perenne favoriti della televisione attraverso la syndication e il sabato mattina messa in onda per tutto il resto del XX secolo.

### Chuck Jones ed MGM
Nel 1961, Chuck Jones ha messo a nudo il ruolo di scrittore nella sezione UPA di Gay Purr-ee. Quando la Warner Bros. distribuì il film l'anno seguente, scoprirono che aveva contribuito al film in violazione del suo contratto in esclusiva e lo licenziò. Jones ha collaborato con Les Goldman per formare la Sib-Tower 12 Productions per lavorare con MGM nella serie Tom & Jerry a metà degli anni '60; i suoi pantaloncini non erano così popolari come quelli originali di Hanna-Barbera, ma molto più dei pantaloncini Gene Deitch prodotti all'estero nei primi anni '60. Jones ha quindi iniziato a produrre un certo numero di speciali televisivi animati di successo. Il suo special più famoso è stato Come il Grinch rubò il Natale, un adattamento del 1966 della storia del Dr. Seuss che rimane ancora popolare ed è stato pubblicato più volte in video e DVD. Jones ha anche prodotto tre adattamenti animati di racconti da Il libro della giungla di Rudyard Kipling, un lungometraggio MGM intitolato The Phantom Tollbooth e la versione televisiva del 1970 di Ortone e i piccoli Chi!.

### Friz Freleng
Dopo aver lasciato indietro definitivamente i resti di Termite Terrace, Friz Freleng e il suo nuovo partner David H. DePatie hanno continuato a produrre i fumetti della Pantera Rosa negli anni '60 e '70, con i cartoni che apparivano quasi contemporaneamente in televisione e nei teatri attraverso un accordo di distribuzione con United Artists. Freleng ha anche prodotto diversi speciali televisivi basati sui libri del Dr. Seuss negli anni '70, tra cui Il gatto col cappello e Il Lorax.
Nel 1981, Friz Freleng si ritirò. Lo studio DePatie-Freleng Enterprises è stato venduto alla Marvel Comics e ha continuato sotto la sua guida come Marvel Productions Ltd.. Questo nuovo studio si è concentrato quasi esclusivamente sul merchandising di giocattoli e ha trovato un pubblico nuovo tra i giovani spettatori con cartoni animati come G.I. Joe: A Real American Hero e Transformers (G1).

### Yellow Submarine
Nel 1968, la musica dei Beatles e l'artwork psichedelico ispirato a Peter Max dell'animatore canadese George Dunning si unirono per creare Yellow Submarine. Delusi dalla precedente serie televisiva animata, i Beatles inizialmente provarono diffidenza riguardo al progetto e non vollero contribuire attivamente, limitandosi a fornire un mix di vecchie registrazioni musicali. Tuttavia, rimasero sufficientemente impressionati dal film finito, tanto da decidere di apparire personalmente nell'epilogo.

### Ralph Bakshi

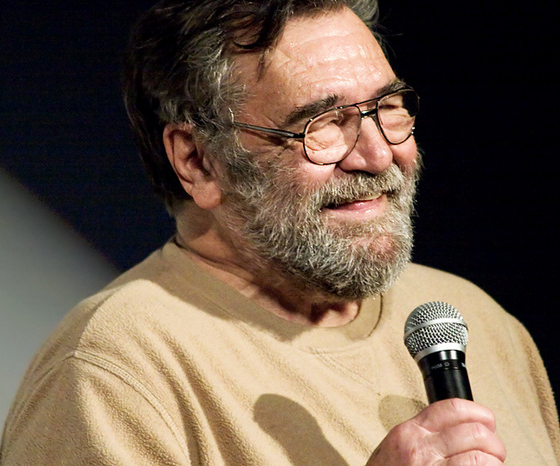
Ralph Bakshi ha cercato di stabilire un'alternativa all'animazione principale attraverso produzioni orientate indipendente e adulti negli anni '70.

Nel 1968, Ralph Bakshi, insieme al produttore Steve Krantz, fondò la Bakshi Productions, [8] stabilendo lo studio come alternativa all'animazione mainstream, producendo l'animazione a modo suo e accelerando il progresso degli animatori di donne e minoranze. Ha anche pagato ai suoi dipendenti uno stipendio più alto rispetto a qualsiasi altro studio in quel momento. [9] Nel 1969, Ralph's Spot fu fondato come divisione della Bakshi Productions per produrre spot pubblicitari per Coca-Cola e Max, il topo di 2000 anni, una serie di cortometraggi educativi pagati da Enciclopedia Britannica. Bakshi è stato citato in un articolo del 1971 del Los Angeles Times come ad affermare che "gli uomini adulti seduti in cubicoli disegnano farfalle che galleggiano su un campo di fiori, mentre gli aerei americani stanno facendo cadere bombe in Vietnam e i bambini marciano per le strade, è ridicolo." Bakshi sviluppò presto Heavy Traffic, una storia di vita di strada nel centro città. Tuttavia, Krantz ha detto a Bakshi che i dirigenti dello studio non sarebbero disposti a finanziare il film a causa del suo contenuto e della mancanza di esperienza cinematografica di Bakshi. [11] Durante la navigazione nell'East Side Book Store di St. Mark's Place, Bakshi ha trovato una copia di Fritz il gatto di R. Crumb. Impressionato dalla dura satira di Crumb, Bakshi acquistò il libro e suggerì a Krantz che avrebbe funzionato come un film. 
Fritz il gatto è stato il primo film animato a ricevere una valutazione X dalla MPAA, ed è il film d'animazione indipendente di maggiore incasso di tutti i tempi. Con il successo del suo secondo film, Heavy Traffic, Bakshi è diventata la prima persona nel settore dell'animazione da quando Walt Disney ha avuto due film di successo finanziari pubblicati uno dopo l'altro.

### Altra animazione
Negli anni '70 sono stati fatti alcuni tentativi per produrre film d'animazione indipendenti di lungometraggio. Molte di queste erano produzioni decisamente orientate agli adulti, tra cui La collina dei conigli, Heavy Metal e una versione animata/live del concept album Pink Floyd The Wall (che, sebbene prodotto in Gran Bretagna, ha ricevuto un'ampia diffusione negli Stati Uniti).
Altri film come Raggedy Ann & Andy: A Musical Adventure di Richard Williams hanno avuto meno successo. L'industria in gran parte ha continuato a ignorare o licenziare l'animazione come qualcosa che solo i bambini hanno visto nella televisione di sabato mattina. Un'eccezione degna di nota è stata una serie di film basati sulla serie Peanuts, a partire dal film del 1969 Arriva Charlie Brown, che è stato sia un successo commerciale che critico; i film sono stati realizzati con lo stesso team di produzione dietro gli acclamati special televisivi di Peanuts che andavano in onda per tutto il periodo, guidati da Bill Melendez.

## Commercializzazione e controcultura
L'animazione in televisione si concentrava quasi esclusivamente sui bambini, e la tradizione di alzarsi presto per guardare i cartoni animati del sabato mattina è diventato un rituale settimanale per milioni di bambini americani. Le reti sono state liete di soddisfare le loro richieste fornendo blocchi di cartoni animati per un numero di ore. Hanna-Barbera Productions divenne il leader nella produzione di cartoni animati per la TV per bambini. Un certo numero di altri studi produceva cartoni animati televisivi, come Filmation (Albertone, The Archies) e DePatie-Freleng Enterprises (Pantera Rosa), ma Hanna-Barbera aveva sviluppato una serratura virtuale nei cartoni animati del sabato mattina negli anni '70 . Tali critici dello stile di animazione limitato di Hanna-Barbera come Chuck Jones si riferivano a esso in modo dispregiativo come "radio illustrata", ma quando uno spettacolo veniva cancellato, lo studio di solito ne aveva un altro pronto a sostituirlo perché erano così economici da produrre.
Dalla fine degli anni '60 ai primi anni '80, sono stati trasmessi diversi speciali televisivi animati di successo in prima serata. Dato che questi cartoni one-shot sono stati trasmessi durante le prime ore (e quindi hanno dovuto fare appello agli adulti e ai bambini), hanno dovuto ottenere punteggi più alti rispetto ai loro colleghi di sabato e nei giorni feriali. In particolare, la CBS ha consentito di trasmettere sulla propria rete un gran numero di speciali TV animati, e molti di questi continuano a essere ripetuti ogni anno e venduti su video e DVD. Lo studio Rankin-Bass ha prodotto una serie di speciali stop-motion orientati verso le feste popolari (tra cui Rudolph the Red-Nosed Reindeer, Frosty the Snowman e Santa Claus Is Comin' to Town); mentre la lunga serie di speciali Peanuts di Bill Melendez ha vinto numerosi premi, ha generato quattro lungometraggi e persino lanciato una serie del sabato mattina. Altri tentativi di portare i personaggi dei fumetti in TV non hanno avuto molto successo fino a quando uno dei registi di Peanuts, Phil Roman, ha portato in tv il fumetto di Jim Davis Garfield a partire dal 1982, ottenendo 11 speciali e un lungometraggio animato di lunga durata serie: Garfield e i suoi amici.
Quest'epoca vide anche un certo numero di cortometraggi animati indipendenti che venivano raramente visti al di fuori dei cinema "art house". Mentre gli studi di animazione di Hollywood svanivano, alcuni produttori indipendenti di animazione continuavano a realizzare film animati sperimentali e artistici che esploravano il nuovo territorio artistico nel mezzo dell'animazione. Cortometraggi come The Critic, Bambi Meets Godzilla, Lupo the Butcher e molti altri erano quasi sconosciuti al pubblico mainstream; tuttavia, questi film d'animazione indipendenti hanno continuato a mantenere viva la categoria annuale dell'Oscar al miglior cortometraggio d'animazione, nonché a introdurre una serie di nuovi nomi nel campo dei nomi di animazione che avrebbero iniziato a portare cambiamenti all'industria negli anni '80.

### Animazione negli anni '80

#### Tendenze televisive e di giocattoli
Anche se la dominante Hanna-Barbera Productions hanno lanciato un fenomeno con la première del 1981 de I Puffi su NBC, ben poco altro da loro realizzato in questo decennio. A questo si aggiungono i problemi finanziari del loro proprietario Taft Broadcasting, che è stato rilevato da Carl Lindner Jr., proprietario della Great American Insurance Company, nel 1987. Due anni dopo, Tom Ruegger ha lanciato un esodo di dipendenti della HB per formare un rilancio Divisione Warner Bros. Animation. Nel 1991, Turner Broadcasting System acquistò l'azienda e la sua biblioteca.
Le offerte degli altri studios hanno segnato il predominio del sabato H-B per tutto il decennio, come Alvin and the Chipmunks degli alumni di H-B Ruby-Spears Productions, Scuola di polizia di Warner Bros., Muppet Babies della Marvel e Jim Henson, The Real Ghostbusters della Columbia Pictures Television e DiC e Garfield e i suoi amici di Film Roman. Inoltre, il sabato mattina ha continuato a vedere i tentativi di adattare le serie in prima serata per l'animazione, alcuni con successo (Happy Days e spin-off, Mister T, Alf la serie animata), altri meno (It's Punky Brewster, The Gary Coleman Show, Chiudi gli occhi e sogna). Dopo tre decenni di resistenza, la Disney è finalmente entrata sabato mattina nel 1985, quando I Gummi e I Wuzzles hanno debuttato con budget significativamente più consistenti; il primo successo di syndication di DuckTales - Avventure di paperi (seguito spesso dallo spin-off Darkwing Duck), presentato in anteprima nel 1987, alla fine ha ispirato un intero blocco di cartoni animati prodotti dalla Disney che hanno costretto gli studios concorrenti a migliorare i propri standard di produzione per competere.
Gli anni '80 videro anche un certo numero di cartoni animati basati sui giocattoli per bambini, come Tartarughe Ninja alla riscossa, G.I. Joe: A Real American Hero, Thundercats, Transformers (G1), Vola mio mini pony, He-Man e i dominatori dell'universo, She-Ra, la principessa del potere, Jem e the Holograms e Gli orsetti del cuore. C'erano anche cartoni animati basati sui videogiochi Pac-Man e sul Rubik, the Amazing Cube. Alcuni di loro hanno addirittura ispirato film. Mentre molti di loro hanno avuto successo con i bambini, spettacoli come questi sono stati accusati di essere glorificati spot giocattolo da parte di gruppi di genitori come Action for Children's Television. Questi gruppi hanno anche obiettato sul livello di violenza in molti di questi spettacoli. Gli sforzi di ACT per frenare queste tendenze hanno portato alla Action for Children's Television, emanata nel 1990 e rigorosamente applicata dalla FCC a partire dal 1996.

#### L'anime arriva in America
Durante questo periodo, la produzione di anime giapponesi ha avuto un impatto limitato sul mercato nordamericano. I lavori più importanti furono le serie televisive come La Battaglia Dei Pianeti e Star Blazers negli anni '70 e Voltron e Robotech negli anni '80. Di norma, le serie importate erano pesantemente censurate per renderle accettabili per i bambini; Star Blazers e Robotech erano eccezioni parziali. Anche se il loro impatto sull'arte in Nord America è stato minimo per decenni, la natura caratteristica della serie anime ha creato un seguito di culto che è cresciuto gradualmente fino agli anni '80, quando Star Blazers e Robotech, con le loro complesse trame e la schietta rappresentazione della violenza, hanno contribuito a creare un'ondata di fondo che porterebbe al grande afflusso di popolarità degli anime a partire dagli anni '90.

#### Video musicali
Gli anni '80 videro anche l'ascesa dell'industria del video musicale, guidata da MTV. La sperimentazione artistica in questi cortometraggi spesso portava alla produzione di sequenze animate innovative che ricordavano agli spettatori le potenzialità dell'animazione come qualcosa di diverso dai cartoni del sabato mattina. Un numero di video animati memorabili sono stati prodotti durante il periodo d'oro di MTV, tra cui Take on Me degli a-ha; Sledgehammer di Peter Gabriel; Money for Nothing di Dire Straits; e The Harlem Shuffle dei The Rolling Stones (le sequenze animate di questo video sono state dirette da Ralph Bakshi e John Kricfalusi).